# José Luis Montagut Rubio
José Luis Montagut Rubio (Albaida, 26 de febrero de 1805 - 9 de diciembre de 1877) fue un sacerdote español que llegó a ser obispo de Oviedo. y Segorbe.

## Biografía
Nacido en Albaida (Valencia), en 1805 se ordena sacerdote y el 26 de febrero de 1863 es promulgado a obispo de Oviedo. Toma posesión del cargo el 10 de abril de 1864. su mandato dura cuatro años hasta que el 22 de junio de 1868 se traslada a Segorbe para tomar posesión del obispado de Segorbe.
Fallece el 9 de diciembre de 1877.
| Predecesor: Juan Ignacio Moreno y Maisanove | obispo de Oviedo 1863–1868  | Sucesor: Benito Sanz y Forés  |
| Predecesor: Joaquín Hernández Herrero       | obispo de Segorbe 1868–1875 | Sucesor: Mariano Miguel Gómez |

- Datos: Q5941512